# Вильгельмсхафен (футбольный клуб)
«Вильгельмсхафен» (нем. SV Wilhelmshaven) — футбольный клуб из одноимённого города, расположенного в федеральной земле Нижняя Саксония, Германия.

## История
Спортивный клуб нем. SpVgg Wilhelmshaven был основан как FC Comet в 1905 году и достаточно быстро был переименован в FC Deutschland Wilhelmshaven. В 1912 году к этой команде присоединился другой клуб — Heppenser BSV, и позднее, в 1924 году, был слит воедино с VfB Wilhelmshaven, в результате чего образовался Wilhelmshavener SV 1906.
В 1939 году произошло слияние Wilhelmshavener SV 1906 с VfL 1905 Rüstringen, после чего у клуба появилось то название, которое он имеет сейчас. Клуб сразу же выиграл повышение в первый дивизион Гаулиги «Нижняя Саксония», одной из шестнадцати высших дивизионов немецкого футбола, созданных в период нацистской Германии.
После разделения дивизиона в 1942 году, клуб завоевал два титула в новом дивизионе Гаулига «Везер-Эмс», в 1943 и 1944 годах, но оказывается неспособен пройти 1/8 финала в национальной стадии плей-офф. После окончания Второй мировой войны футбольный клуб, как и многие другие сообщества и объединения в Германии, включая и спортивные, был расформирован и перестал существовать. Восстановлен он был только в 1952 году. В 1972 году клуб объединился с TSV Germania, в результате чего создалось общество, получившее текущее название — SV Wilhelmshaven.
Получившийся в результате последнего слияния клуб проводит три следующих сезона в Региональной лиге «Север» (II) / Второй бундеслиге «Север», но затем опускается на третий уровень футбольных лиг Германии — Любительскую Оберлигу «Север».